# 蕗原荘
蕗原荘（ふきはらのしょう）は、信濃国伊那郡（現在の長野県箕輪町一帯）にあった荘園。

## 歴史
平安時代に成立した私牧の蕗原牧が、寄進地系荘園となり、天暦8年（954年）には後院領となっている。のちに堀河天皇の中宮篤子内親王から関白藤原忠通らを経て、『吾妻鏡』文治2年3月12日（1186年4月3日）条に後白河法皇から源頼朝に示された「関東御知行国々内乃具未済庄々注文」では関白近衛基通領となっている。建長5年（1253年）には領家が近衛兼経、預所が姉小路顕朝であった。荘内には小河内郷、大井弖郷などの郷村が含まれ、享徳4年（1456年）の無量寺 (長野県箕輪町)の阿弥陀如来像修理銘には「信州伊那郡蕗原庄小河内無量寺」とあり、天文24年（1555年）の銘がある棟札には「宝喜原荘大弖郷」、弘治4年（1556年）の銘がある棟札には「蕗原荘大井弖郷」とある。